# De Smeth

Geslachtswapen 1814

De Smeth is een geslacht waarvan leden sinds 1814 tot de Nederlandse adel behoren, sinds 1816 met de titel van baron.

## Geschiedenis
De stamreeks begint met Willem Pietersz de Smeth, afkomstig van Brussel, die in 1532 in die stad trouwde. Zijn zoon vestigde zich in Keulen, zijn kleinzoon vanuit Keulen in Amsterdam. Een zoon van de laatste, Joost de Smeth (1626-1704), legde de basis voor de bankiersfirma. Twee kleinzonen van de laatste, Raymond de Smeth (1705/1706-1800) en Theodorus de Smeth (1710-1772), stichtten in 1736 de bankiersfirma Raymond en Theodoor de Smeth en Co., die vanaf 1769 voor 17 miljoen gulden leende aan Catharina de Grote; de laatste verhief Theodoor in 1772 in de Russische adelstand.
Tussen 1773 en 1887 werden in de grafkapel van de familie De Smeth in Alphen aan den Rijn 21 telgen bijgezet. De kapel, gebouwd na de dood van Theodorus de Smeth (1710-1772), eerste heer van Alphen en Rietveld uit zijn geslacht, werd omstreeks 1970 door Paul Arnold Jacques baron de Smeth (1917-1993), heer van Alphen en Rietveld, aan de gemeente Alphen aan den Rijn verkocht, waarop de kapel werd gerestaureerd. De grafkapel, die staat achter de Adventskerk op de hoek van de Paradijslaan, heeft in de kroonlijst een triglyphenfries en inwendig een gestucadoord koepelgewelf.
In 1814 werd  Theodorus baron de Smeth (1779-1859) benoemd in de Ridderschap van Brabant waardoor hij en zijn nakomelingen tot de Nederlandse adelstand gingen behoren; in 1816 werd een volle neef van hem ingelijfd in de Nederlandse adel en verkreeg, net als hijzelf, de titel van baron op allen. Theodorus de Smeth was de halfbroer van Henriëtte d'Oultremont de Wégimont en daardoor vanaf 1841 de zwager van koning Willem I der Nederlanden. Henriëtte en Theodorus hadden dezelfde moeder, Johanna Susanna Hartsinck (1759-1830). Henriëtte en haar halfbroer hadden ook na het huwelijk van Henriëtte nauw contact met elkaar.

## Heerlijkheden

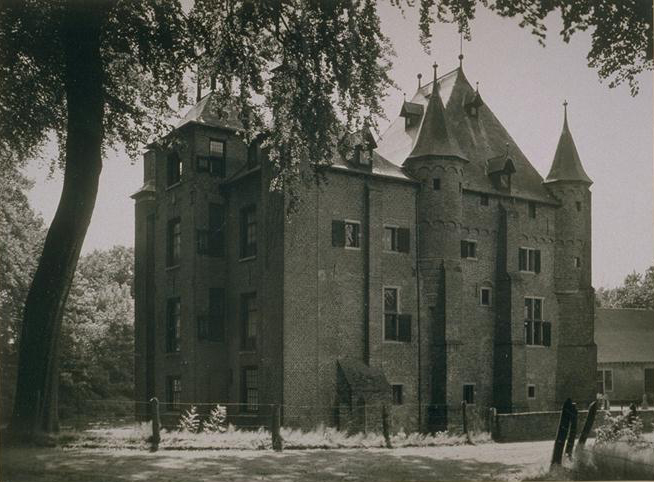
Het Groot Kasteel te Deurne, de residentie van de heren van Deurne en Liessel, zoals het eruitzag na de verbouwing door Theodore baron de Smeth tussen 1906 en 1908.

Theodorus de Smeth (1710-1772) kocht in 1760 de heerlijkheid Deurne en de daarmee gekoppelde heerlijkheid Liessel en in 1766 de ambachtsheerlijkheid Alphen en Rietveld. Deurne werd verlaten na de verwoesting van het Groot Kasteel aldaar in 1944. De banden van de familie met Alphen aan den Rijn bleven bestaan. Tot 1795 waren aan de heerlijkheden nog bestuurlijke functies verbonden die daarna werden overgenomen door de mairies en gemeenten. Voor de eigenaren van de heerlijkheden bleven alleen zakelijke rechten en de tittulatuur over. De huidige heer van Alphen verpacht nog altijd de visrechten op de Oude Rijn aldaar.

## Enkele telgen

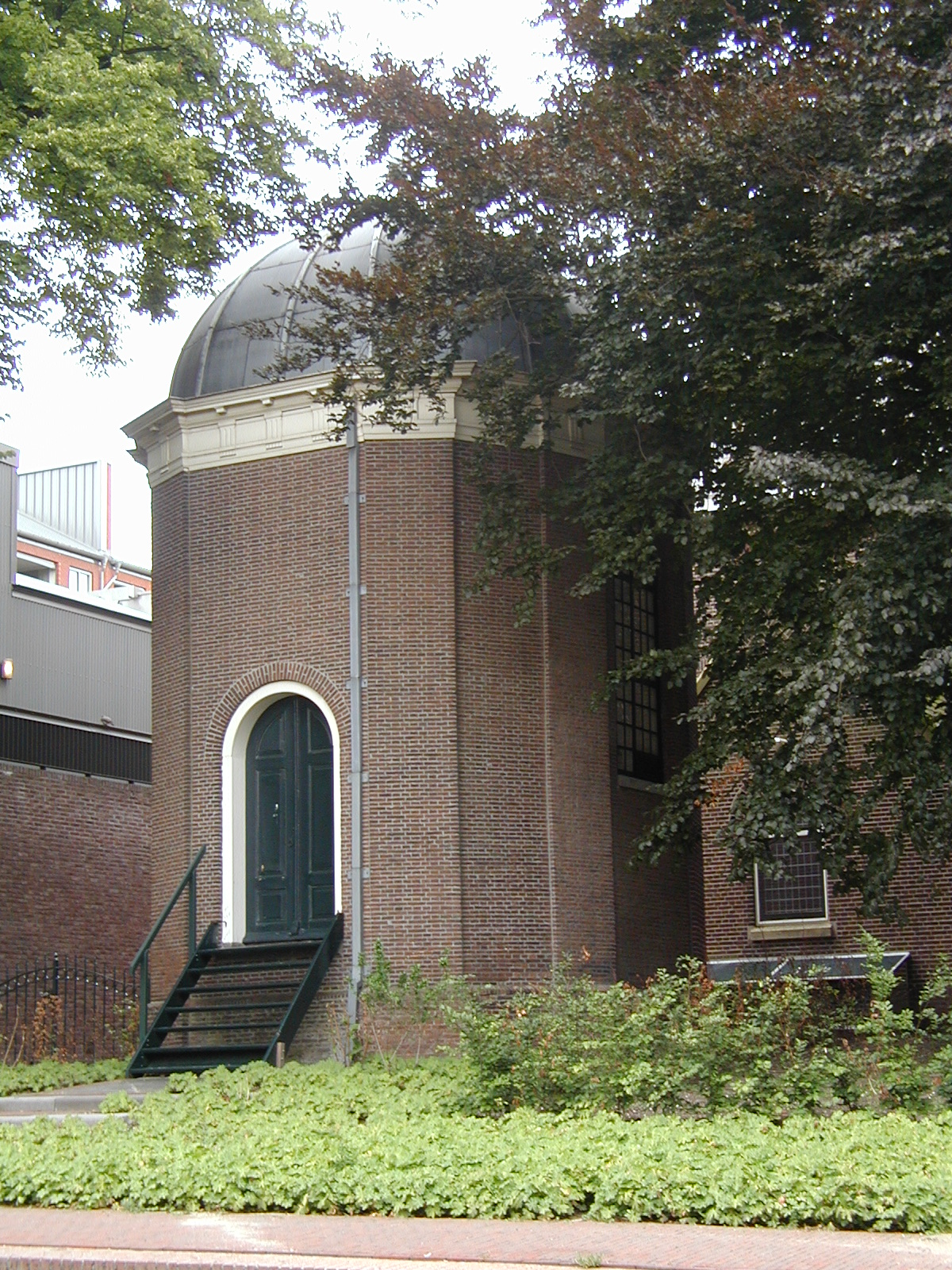
Grafkapel van de familie De Smeth te Alphen aan den Rijn, gebouwd in 1773.

Joost de Smeth (1626-1704), koopman en bankier
- Pieter de Smeth (1665-1724), koopman
  - Raymond de Smeth (1705/1706-1800), stichter met zijn broer van de bankiersfirma Raymond en Theodoor de Smeth en Co.
  - Theodorus des Russischen Rijksbaron de Smeth, heer van Deurne, Liessel, Alphen en Rietveld (1710-1772), koopman en stichter met zijn broer van de bankiersfirma Raymond en Theodoor de Smeth en Co.; trouwde in tweede echt in 1749 met Agatha Alewijn (1721-1801)
    - Mr. Pieter des Russischen Rijksbaron de Smeth, heer van Alphen en Rietveld (1753-1809), bankier
      - Theodorus Pieter baron de Smeth, heer van Alphen en Rietveld (1789-1843), ritmeester, kamerheer

    - Mr. Dirk des Russischen Rijksbaron de Smeth, heer van Deurne en Liessel (1754-1779), bankier
      - Theodorus baron de Smeth, heer van Deurne en Liessel (1779-1859), 
        - Henri baron de Smeth, heer van Deurne, Liessel, Alphen en Rietveld (1821-1870)
          - Theodore baron de Smeth, heer van Deurne en Liessel (1855-1924)
          - Paul Arnold Jacques baron de Smeth, heer van Alphen en Rietveld (1857-1941), gezantschapssecretaris en kamerheer
            - Mr. Ferdinand François baron de Smeth (1887-1939), Nederlands burgemeester en hofmaarschalk van koningin Wilhelmina; trouwde in tweede echt in 1923 met Louise Adolphine Jacqueline barones van Pallandt (1899-1992), hofdame van koningin Wilhelmina, dame du palais van koningin Juliana en honorair hofdame van koningin Beatrix
              - Paul Arnold Jacques baron de Smeth, heer van Alphen en Rietveld (1917-1993)
                - Drs. Ferdinand François (Ferdy) baron de Smeth, heer van Alphen (1950-2022)[3]

              - Theodore baron de Smeth, heer van Deurne en Liessel (1919-1988), burgemeester
              - Jan Anne de Smeth (1924-2017), kolonel van het Korps Rijdende Artillerie; trouwde in 1976 met Ellis Brandon (1923-2024)

            - Mr. Raymond baron de Smeth (1890-1945)
              - Raymond baron de Smeth (1918-1992), plantagemanager
                - Onno Alfons baron de Smeth (1954), eigenaar plantenkwekerij
                  - Storm de Smeth (1982), Australisch bodybuilder

            - Leonard baron de Smeth (1922-1981), tuinbouwkundig architect
              - Joost Leonard Alexander baron de Smeth (1959), filmproducent; getrouwd tussen 1988 en 2007 met Johanna Martina Margaretha Maria (Anita) Franken (1957-2017), beeldhouwster

## Trivia
- Smethport in Pennsylvania (Verenigde Staten van Amerika) is genoemd naar de familie De Smeth.